# Graningeverken

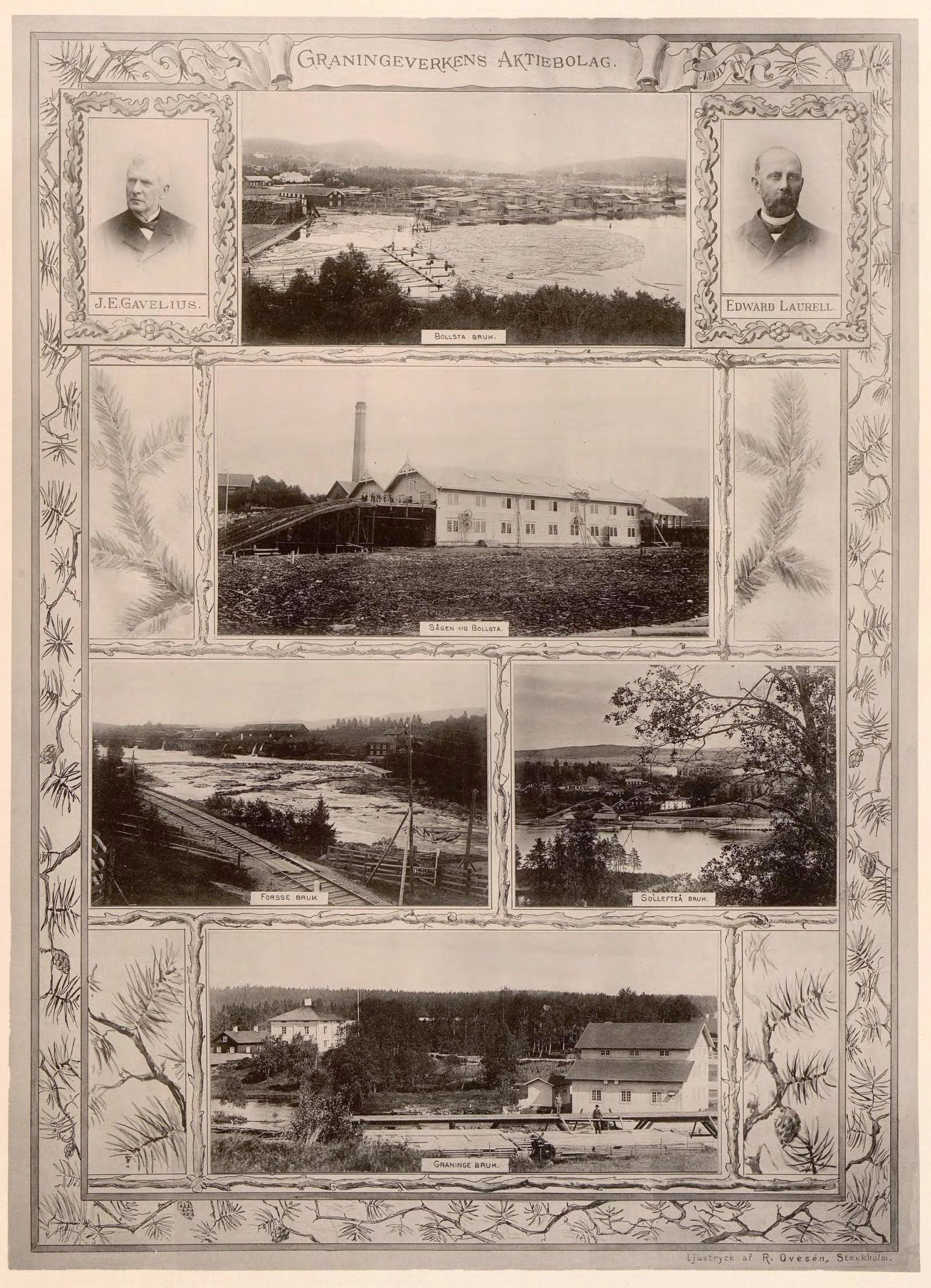
Graningeverken presenterat i bildverk omkring år 1900.

Graningeverken AB var ett bolag grundat 1873 i Bollstabruk, Västernorrlands län, ur Graninge bruk, som grundades på 1670-talet.

Bolaget drev ett sågverk och hyvleri vid Bollsta, träsliperi och vattenkraftsstation vid Forsse, tråddrageri och spiksmedja vid Graninge. Under 1930-talet ägde bolaget omkring 110 000 hektar skog och sysselsatte 430 arbetare. 

- Bolaget blev genom en omstrukturering Graninge AB år 1999.[2]
- Graninge AB köptes upp av Sydkraft år 2004.[3] E.ON hade redan då aktiemajoriteten i Sydkraft sedan 2001.[4]
- Båda företagen bytte namn till E.ON år 2005.[4]